# レイブンのウチはチョー大変!
『レイブンのウチはチョー大変！』（原題：Raven's Home）は、ディズニー・チャンネル オリジナル・シリーズのドラマシリーズ。アメリカで2017年7月21日に放送が開始された。『レイブン 見えちゃってチョー大変!』の続編である。

## 登場人物
レギュラーメンバー
レイブン・バクスター
演：レイブン・シモーネ
声 - 木藤聡子 → 品田美穂
犬のファッションデザイナーとして働き、後にレンタカーサービスの運転手として働くシングルマザー。高校の元ボーイフレンドであるデボン・カーターと離婚し、現在はシカゴで暮らしている。未来のビジョンを垣間見ることができる能力を持つ。子供たちには自分の能力について話さないことにしていたが、シーズン2では子供たちに自分が超能力者であることを明らかにしている。シーズン2では運輸業のドライバーとして働いている。
ブッカー・バクスター・カーター
演 : アイザックライアン・ブラウン
声 - 新田早規
レイブンの息子。ニアの双子の兄。母親の能力を受け継いだが、母親は信じないだろうと思っているため、能力を秘密にしている。能力についてはリーバイ、テス、ニアにしか話している。シーズン2では、母親とチェルシーに能力を持っていることを明らかにしている。
ニア・バクスター・カーター
演 : ナヴィア・ロビンソン
声 - 沖田愛
レイブンの娘。ブッカーの双子の妹。当初は兄の能力を信じておらず、彼の作り話の1つであると思っている。
リーバイ・グレイソン
演 : ジェイソン・メイバウム
声 - 水間友美
チェルシーの息子。年齢のわりにませており、母親との関係においては親のように行動している。ブッカーの親友であり、彼の能力のことを知っている。
テス・オマリー
演 : スカイカッツ
声 - 青山玲菜
ニアの親友。超能力者を信じていたため、ブッカーの能力をすぐに信じている。
チェルシー・グレイソン
演 : アンネリーズヴァンダーポール
声 - 本美奈子
レイブンの親友であり、リーバイの母親。「シュモップ」と呼ばれるインフォマーシャル製品を発明しかなりの金額を稼いだが、財産は彼女の夫・ギャレットによって盗まている。その後、ギャレットは脱税で逮捕され、彼を逮捕した連邦捜査官と関係を持つことになった。その後、盗まれたお金の一部を取り戻すと彼と離婚し、レイブンと一緒に引っ越しする。レイブンと一緒に住んでいる間、家族のために料理をしようとするが、ことどとく失敗している。シーズン2では、建物の屋上に菜園を建てている。シーズン3では、ライフコーチとなりシーズン2に行ったクルーズ船で一時的に作業している。
その他のメンバー
デヴォン・カーター(シーズン1～)
演：ジョナサン・マクダニエル
レイヴンの元夫であり、ブッカーとニアの父。気象学者として働いている。高校時代のレイヴンのボーイフレンドであり、現在はレイヴンの能力に気づいている。妻と離婚した後、テキサス州ダラスに引っ越した。
スピッツコーチ(シーズン1～)
演 : アンソニーアラビ
ジョージワシントンカーバーコミュニティスクールのジム教師。
シエナ(シーズン2～)
演 : ジェナデイビス
ジョージワシントンカーバーコミュニティスクールの学生。352ハウザーアベニューに住んでいる。
ミッチ(シーズン2)
演 : ディラン・マーティン・フランケル
352ハウザーアベニューの新しい所有者であるリチャード・モーズリーの息子。
ジーナ(シーズン2)
演 : ラヤデレオンヘイズ
ジョージワシントンカーバーコミュニティスクールの学生。レッドホットチリステッパーズダンスグループのリーダー。
ラモン(シーズン3～)
演 : マックス・トルニア
声 - 芹亜希子
テスのボーイフレンド。

## 日本語版制作
- 翻訳：松田順子
- 演出：向山宏志
- 録音制作：（株）東北新社

## エピソード
| シーズン | シーズン | 話数 | 話数 | 放送期間      | 放送期間       |
| シーズン | シーズン | 話数 | 話数 | 初回放送      | 最終回放送     |
| -------- | -------- | ---- | ---- | ------------- | -------------- |
|          | 1        | 13   | 13   | 2017年7月21日 | 2017年10月20日 |
|          | 2        | 21   | 21   | 2018年6月25日 | 2018年11月30日 |
|          | 3        | 26   | 26   | 2019年6月17日 | 2020年5月3日   |
|          | 4        | TBA  | TBA  | 2020年7月24日 | 2021年         |

### シーズン1
| #  | 邦題                               | 原題                              | 全米初放送日   |
| -- | ---------------------------------- | --------------------------------- | -------------- |
| 1  | 子どもまで見えちゃってチョー大変！ | "Baxter's Back!"                  | 2017年7月21日  |
| 2  | 同居は大問題！？                   | "Big Trouble in Little Apartment" | 2017年7月28日  |
| 3  | 大家さんには内緒                   | "The Baxters Get Bounced"         | 2017年8月4日   |
| 4  | パパになるのはチョー大変！         | "The Bearer of Dad News"          | 2017年8月11日  |
| 5  | メイクがしたい！                   | "you're Gonna Get It"             | 2017年8月18日  |
| 6  | 初めてのお留守番                   | "Adventures in Money-Sitting"     | 2017年8月25日  |
| 7  | ダンスは恥ずかしい！？             | "Dancing Tween"                   | 2017年9月8日   |
| 8  | いけないビジネス                   | "Vending the Rules"               | 2017年9月15日  |
| 9  | 失恋はほっとけない！               | "In-vision of Privacy"            | 2017年9月22日  |
| 10 | ピエロは怖いよ                     | "Fears of a Clown"                | 2017年9月29日  |
| 11 | ハロウィーンの恐怖                 | "The Baxtercism of Levi Grayson"  | 2017年10月6日  |
| 12 | ママに感謝のコンサートを！         | "Dream Moms"                      | 2017年10月13日 |
| 13 | レイブン、クビになる？             | "vest in show"                    | 2017年10月20日 |

### シーズン2
| #      | 邦題                             | 原題                                        | 全米初放送日   |
| ------ | -------------------------------- | ------------------------------------------- | -------------- |
| 1(14)  | 天敵はハヤブサ                   | "The Falcon and the Raven – Part One"       | 2018年6月25日  |
| 2(15)  | レイブンのウチはチョー大変！     | "The Falcon and the Raven – Part Two"       | 2018年6月26日  |
| 3(16)  | フェイク・サイキック！？         | "Because"                                   | 2018年6月27日  |
| 4(17)  | こども管理人に気をつけろ！       | "Cop to It"                                 | 2018年6月28日  |
| 5(18)  | クローゼットは異世界への入り口   | "Weirder Things                             | 2018年7月3日   |
| 6(19)  | 仲直りのステップ                 | "The Missteps                               | 2018年7月6日   |
| 7(20)  | ファッション・ビジネスは難しい！ | "All Sewn Up"                               | 2018年7月10日  |
| 8(21)  | パパと踊りたい！                 | "Oh Father, Where Art Thou?"                | 2018年7月13日  |
| 9(22)  | やっかいな弟分                   | "The Trouble with Levi"                     | 2018年7月20日  |
| 10(23) | リーバイの初恋                   | "Head Over Wheels"                          | 2018年7月27日  |
| 11(24) | ウチのママは世界一               | "The Most Interesting Mom in the World"     | 2018年7月31日  |
| 12(25) | ビジョンの危機 part1             | "Sleevemore Part One: Frozen"               | 2018年9月21日  |
| 13(26) | ビジョンの危機 part2             | "Sleevemore Part Two: Found                 | 2018年9月28日  |
| 14(27) | ビジョンの危機 part3             | "Sleevemore Part Three: Future"             | 2018年10月5日  |
| 15(28) | ミュージカルの主役は誰？         | "Raven's Home: Remix"                       | 2018年10月12日 |
| 16(29) | 入れ替わっちゃってチョー大変！   | "Switch-or-Treat"                           | 2018年10月19日 |
| 17(30) | ビクターは救世主？               | "Just Call Me Vic"                          | 2018年10月26日 |
| 18(31) | ママは私の偉大なリーダー         | "New Dog, Old Trick"                        | 2018年11月2日  |
| 19(32) | ママをパーティーに呼ばないで！   | "It's Your Party and I'll Spy If I Want To" | 2018年11月9日  |
| 20(33) | 負け犬はどっちだ！？             | "Winners and Losers"                        | 2018年11月16日 |
| 21(34) | 身代わり大作戦                   | "Keepin' It Real"                           | 2018年11月30日 |

### シーズン3
| #      | 邦題                           | 原題                           | 全米初放送日   |
| ------ | ------------------------------ | ------------------------------ | -------------- |
| 1(35)  | チェルシーのホームシック part1 | "Friend-Ship"                  | 2019年6月17日  |
| 2(36)  | チェルシーのホームシック part2 | "Lost at Chel-Sea"             | 2019年6月24日  |
| 3(37)  | 帰ってきたチェルシー           | "Smoky Flow"                   | 2019年7月1日   |
| 4(38)  | 嵐が来ちゃってチョー大変！     | "Twister, Sister"              | 2019年7月8日   |
| 5(39)  | 自分だけのファッション         | "Dress to Express              | 2019年7月15日  |
| 6(40)  | ラップ・バトル                 | "Diss Track"                   | 2019年7月22日  |
| 7(41)  | 帰ってきた問題パパ             | "Disorder in the Court"        | 2019年9月13日  |
| 8(42)  | 偽造から出た勝利！？           | "School House Trap"            | 2019年9月20日  |
| 9(43)  | 決勝戦のゆくえ                 | "Cali Dreams"                  | 2019年9月27日  |
| 10(44) | ハロウィーンの恐怖             | "Creepin' It Real"             | 2019年10月11日 |
| 11(45) | スマホがないとチョー大変！     | "Girls Just Wanna Have Phones" | 2019年10月18日 |
| 12(46) | バレエ男子ブッカー             | "Friday Night Tights"          | 2019年10月25日 |
| 13(47) | 友達以上のカンケイ？           | "It's Not Easy Being Green"    | 2019年11月1日  |
| 14(48) | 仲間はずれのブッカー           | "Crewed Up"                    | 2019年11月15日 |
| 15(49) | 呪われた友達記念日             | "Sorry to Father You"          | 2019年11月22日 |
| 16(50) | クリスマスの奇跡               | "Bah Humbugged"                | 2019年12月6日  |
| 17(51) | ニセイギリス人の恋             | "The Foreign Identity"         | 2020年2月23日  |
| 18(52) | ブッカーとワルい友達           | "What About Your Friends?"     | 2020年3月1日   |
| 19(53) | ブッカーの内なる反抗           | "Adolessons"                   | 2020年3月8日   |
| 20(54) | 懲りないブッカー               | "Close Shave"                  | 2020年3月15日  |
| 21(55) | ボロ体育館の奇跡               | "Hoop Streams"                 | 2020年3月22日  |
| 22(56) | ブッカーは詩の先生？           | "Slammed"                      | 2020年3月29日  |
| 23(57) | ブッカーの勝手な理髪店         | "On Edge"                      | 2020年4月5日   |
| 24(58) | ソファを取り返せ！             | "The Story So-fa"              | 2020年4月19日  |
| 25(59) | 目指せインフルエンサー         | "In Shoe-encer"                | 2020年4月26日  |
| 26(60) | レジェンドたちの卒業式         | "Level Up"                     | 2020年5月3日   |

### シーズン4
| #      | 邦題                           | 原題                          | 全米初放送日   |
| ------ | ------------------------------ | ----------------------------- | -------------- |
| 1(61)  |                                | "Raven About Bunk'd"          | 2020年7月24日  |
| 2(62)  | ブッカーの肝試しナイト         | "Don't Trust the G in Apt 4B" | 2020年10月9日  |
| 3(63)  | 盗まれたプロフィール           | "Baking Bad"                  | 2020年10月23日 |
| 4(64)  | おかしなサプライズパーティー   | "Big Little Surprise"         | 2020年11月6日  |
| 5(65)  | 高校生のメチャメチャパーティー | "Tesscue Me"                  | 2020年11月13日 |
| 6(66)  | アルバイトは神対応で           | "Sharp Job-jects"             | 2020年11月20日 |
| 7(67)  | キラキラの先輩にご用心         | "How I Met Your Mentor"       | 2020年11月27日 |
| 8(68)  |                                | "Mad About Yuletide"          | 2020年12月18日 |
| 9(69)  |                                | "Wheel of Misfortune"         | 2021年3月19日  |
| 10(70) |                                | "Diff'rent Strikes"           | 2021年3月26日  |
| 11(71) |                                | "Fresh Off the Note"          | 2021年4月2日   |
| 12(72) |                                | "10 Things Debate About You"  | 2021年4月9日   |
| 13(73) |                                | "Plays of Our Lives"          | 2021年4月16日  |
| 14(74) |                                | "The Slumber Years"           | 2021年4月23日  |
| 15(75) |                                | "Bless This Tess"             | 2021年4月30日  |
| 16(76) |                                | "American Torah Story"        | 2021年5月7日   |
| 17(77) |                                | "Say Yes to the Protest"      | 2021年5月14日  |
| 18(78) |                                | "Saved by the Belle"          | 2021年5月21日  |
| 19(79) |                                | "So You Think You Can Drive"  | 2021年5月21日  |